# Elasmothemis cannacrioides
Elasmothemis cannacrioides is een libellensoort uit de familie van de korenbouten (Libellulidae), onderorde echte libellen (Anisoptera).
De wetenschappelijke naam Elasmothemis cannacrioides is voor het eerst geldig gepubliceerd in 1906 door Calvert.